# Mont Vully (site archéologique)
Cet article concerne le site archéologique. Pour la colline éponyme et la commune fribourgeoise du même nom, voir Mont Vully et Mont-Vully.
Le Mont Vully est un site archéologique situé sur le territoire de la commune homonyme, dans le canton de Fribourg, en Suisse. Principalement associées à un oppidum du Second âge du fer (ou époque de La Tène), les traces d’activités humaines y sont néanmoins attestées jusqu’à une époque remontant au Mésolithique.

## Situation géographique et topographique

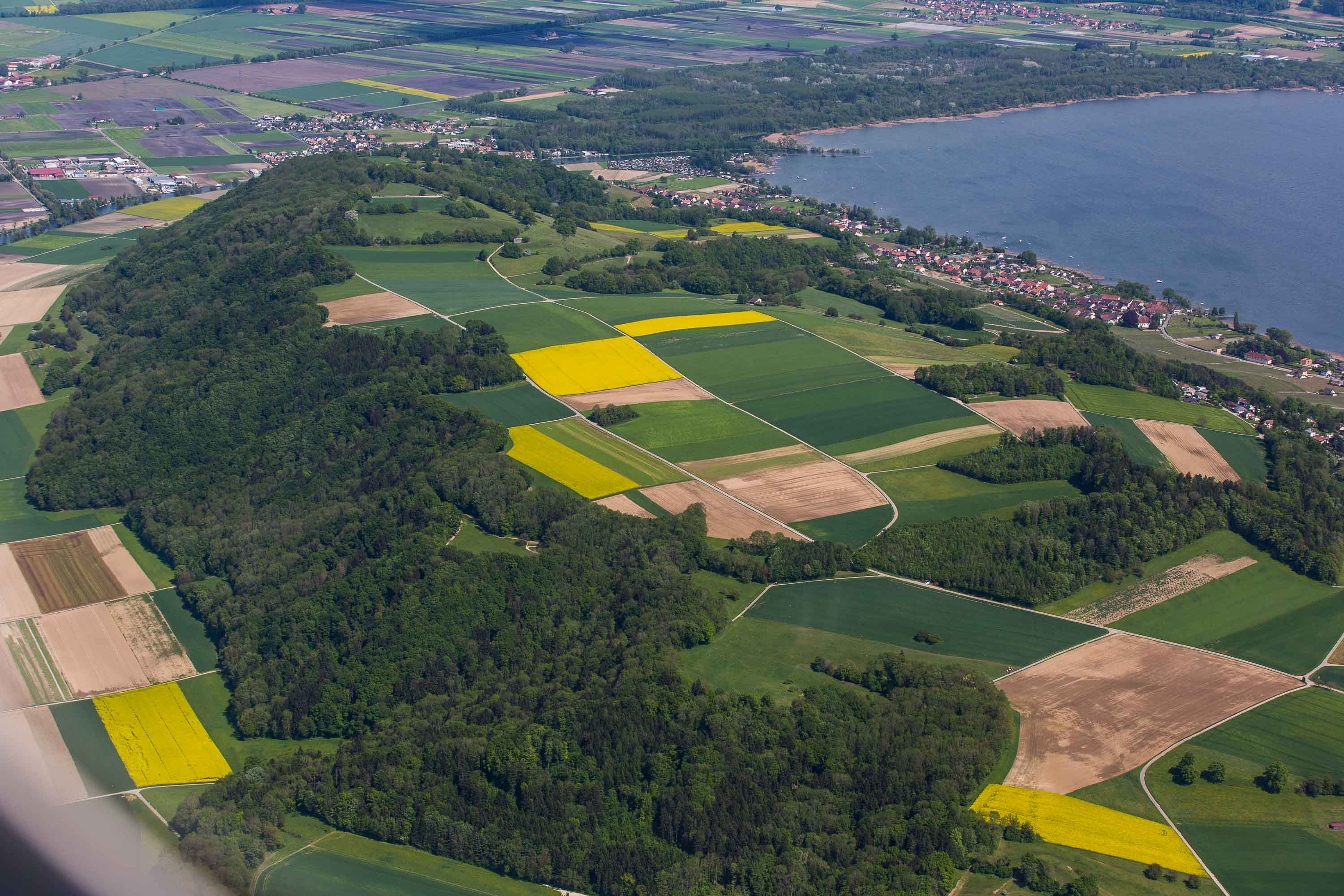
Vue aérienne du Mont Vully depuis l'ouest.

Le Mont Vully, colline qui donne son nom au site archéologique, se situe en Suisse dans le Pays des Trois-Lacs, entre les lacs de Neuchâtel et de Morat qu’il surplombe dans leur extrémité orientale. Son altitude qui culmine à 653 mètres le rend visible à plusieurs dizaines de kilomètres entre le Jura et les Préalpes, et lui confère une position privilégiée à l’ouest du Plateau Suisse. Cette situation particulière, qui fournit à ses occupants une protection naturelle, explique les raisons pour lesquelles il fut fortifié à plusieurs reprises au cours de différentes périodes. Bien que le Mont Vully se trouve être à cheval entre les cantons de Fribourg et de Vaud, le site archéologique proprement dit se situe en territoire fribourgeois, sur un secteur du versant occidental que l’on nomme Plan-Châtel.

## Historique des recherches
En 1892 ou 1893, une monnaie est découverte « sur le Mont ». Aujourd’hui introuvable, il s’agissait vraisemblablement d’un potin, une monnaie gauloise faite d’un alliage de cuivre et d’étain comprenant une forte proportion de plomb.
En 1913, l’Annuaire de la Société suisse de préhistoire fait mention « d’ouvrages préhistoriques » sur le Mont Vully, sans qu’il soit toutefois rapporté davantage de précisions.
Entre 1914 et 1918, l’armée suisse entreprend d’importants travaux de fortification sur le versant sud du Mont Vully. Un fortin militaire est notamment implanté dans le secteur de Plan-Châtel, à l’emplacement d’une ligne de fortification protohistorique. À l'époque, cette découverte ne sera cependant pas mentionnée.
En 1959 et 1960, des amateurs conduits par Hans-Rudolf Rohrer et Hans Tschachtli entreprennent des sondages qui aboutissent à la découverte d’un second rempart protohistorique. En 1964, un financement leur permet d’ouvrir une tranchée dans une zone située à proximité du « bunker » datant de la première guerre mondiale. La présence du premier rempart protohistorique est ainsi constatée. La direction des fouilles est alors confiée à Rudolf Degen.
En 1977, les résultats des travaux de l'archéologue Rudolf Degen sont publiés. Ceux-ci avaient permis la mise au jour de différents vestiges datés du Néolithique, de l’âge du Bronze et de l’âge du Fer.
En 1978, une première campagne de fouilles est lancée sous la direction de l'archéologue cantonale Hanni Schwab. Elle est conduite sur le terrain par Andreas Tor et financée par le Fonds national suisse de la recherche scientifique.
En 1979, 1980, 1983 et 1987, de nouvelles campagnes sont menées sous la conduite de Gilbert Kaenel, avec qui collabore également de l'archéologue Philippe Curdy. Des interventions de sauvetage sont par ailleurs réalisées durant les années 1982 et 1987.
En 1994 et 2000, des prospections sont effectuées par Romano Agola pour le compte du service cantonal d'archéologie de Fribourg. Elles aboutissent notamment à la découverte d'un coin monétaire en bronze destiné à la frappe de quinaires en argent, portant la légende "KALETEDV". Cette découverte permet d'interpréter le site comme celui d'un lieu d'émission de monnaie durant le Second âge du fer et renseigne sur la présence d'une autorité politique capable de contrôler sa diffusion.
En 2001, une fouille complémentaire est réalisée en vue de la reconstitution d'une portion du rempart. Sa conduite est assurée par Michel Mauvilly pour le compte du service archéologique du Canton de Fribourg.
En 2002, une reconstitution de l'angle méridional droit de l'oppidum du Mont Vully est inaugurée sur le site.
En 2002 et 2003, une étude de la céramique de La Tène finale et de l'époque romaine est réalisée par Frédéric Carrard, dans le cadre d'un mémoire de licence présenté à l'université de Lausanne.
En 2016, de nouvelles investigations ont lieu dans le but de recueillir des éléments permettant de mieux déterminer la chronologie et la densité des occupations sur le site. Des prospections systématiques au moyen de détecteurs de métaux et de méthodes géophysique sont ainsi réalisées par Jean-Marc Egger et Manuel Buess, de même qu'une fouille de diagnostic sous la conduite de Pascal Brand de l'Université de Lausanne.

## Vestiges

### Mésolithique (~6000-5000 av. J.-C.)
La fréquentation du site par des chasseurs-cueilleurs du Mésolithique est attestée par la mise au jour d’artefacts caractéristiques de cette période. Il s’agit de quelques éclats et outils en silex comprenant notamment des microlithes géométriques ainsi que des pointes et des barbelures de harpons. Sans doute les populations nomades de cette époque étaient-elles attirées par la topographie favorable du Mont Vully, qui s’élève bien au-dessus de la plaine marécageuse que l’on nomme le Grand-Marais.

### Néolithique (~4000-2000 av. J.-C.)
La découverte de deux haches en pierre polie atteste que la région est à cette époque fréquentée par des agriculteurs-éleveurs. Ces vestiges sont à mettre en lien avec les nombreux habitats palafittiques implantés alors sur les rives des lacs de Neuchâtel et de Morat.

### Bronze moyen (~1500-1300 av. J.-C.)
Les travaux menés au sommet du Plan-Châtel ont révélé la présence d’un sol de fond de cabane, sur lequel étaient répartis quelques éléments de céramique. Grâce à la typologie, ces vestiges ont pu être attribués à la période du Bronze Moyen.

### Bronze final (~1000-800 av. J.-C.)
Alors que durant cette période les habitats palafittiques de la région connaissent un développement intense, le Mont Vully est lui aussi occupé, comme l’attestent les vestiges retrouvés à Plan-Châtel. Il s’agit tout d’abord d’éléments de structures mal conservés, tels que des traces de poutres, des mottes d’argile de clayonnage et des charbons de bois. Une fortification érigée sur l’arête occidentale du Plan-Châtel a également été mise au jour. Malgré sa forte détérioration liée à l’érosion et un possible incendie, une restitution de ce dispositif a pu être proposée : il s’agirait d’un rempart de terre, consolidé probablement par des pieux verticaux et pourvu d’un front de pierre. Le tout serait précédé par un petit fossé de section triangulaire. Cette découverte s’accompagne aussi de mobilier céramique, tels que des bols, des pots et des assiettes. Ces artéfacts ne sont toutefois pas représentatifs d’une phase précise au sein du Bronze final. Des tessons appartenant à cette même période ont également été retrouvés en contrebas, sous la base d’une autre fortification appartenant au Second âge du Fer.

### Premier âge du Fer (~600-500 av. J.-C.)
Le Premier âge du Fer (ou période de Hallstatt) n’est représenté que par quelques éléments de céramiques, des fragments de bronze ainsi qu’un pied de fibule. Cette faible quantité de vestiges ainsi que l’absence de fortification rendent très hypothétique l’existence d’une résidence princière comparable à celle de Châtillon-sur-Glâne, également dans le canton de Fribourg.

### Second âge du Fer (~120-80 av. J.-C.)

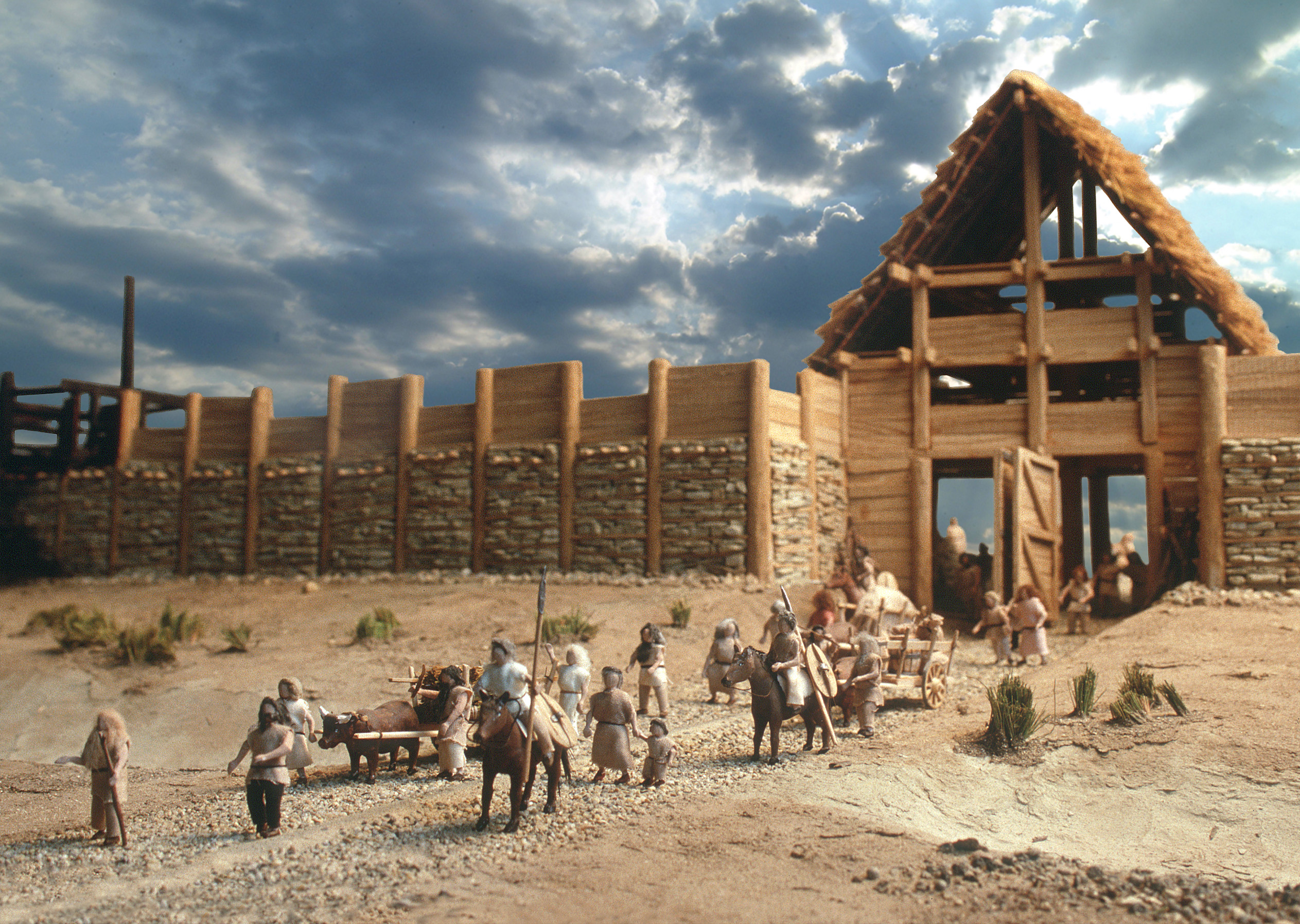
Restitution de loppidum celtique du Mont Vully. Maquette visible à Hauterive (Neuchâtel), au musée du Laténium. Photographie : Jacques Roethlisberger.

Le Second âge du Fer (ou époque de La Tène) constitue la période la plus représentée sur le site archéologique du Mont Vully. La découverte d'une fortification s'étendant sur plus de 600 mètres et barrant l'accès au sommet de la colline permet d'interpréter le site comme étant celui d'un oppidum, un type de fortification protohistorique celtique. Il s'agit d'un rempart à poteaux frontaux dont les caractéristiques ont pu être restituées au moyen de la documentation de fouille. Il est précédé d'un fossé à fond plat dont la largeur, variable par endroit, n’excède toutefois pas dix mètres. Les poteaux frontaux qui constituent le rempart sont implantés à intervalles réguliers, ce qui indique que le tracé suivi par la fortification avait été préalablement établi. Ils sont réalisés en bois de chêne et présentent un diamètre compris entre 60 et 70 cm. Les parois internes et externes du mur sont garnies d'un parement de pierres sèches. Il s'agit de blocs de molasse extraits lors de l’aménagement du fossé et retaillés ensuite. L'assise de fondation se compose quant à elle d'imposants blocs morainiques. Une berne composée de boulets morainiques est également emménagée au pied du parement externe, tandis qu'une rampe de terre s'étend à l'arrière du mur, sur une distance couvrant plus de 20 mètres en certains endroits. La rampe est interrompue par des murs de refend qui, disposés perpendiculairement au rempart, forment derrière celui-ci des espaces ayant été interprétés comme des casemates au-dessus desquelles étaient possiblement installées des tours. Enfin, le rempart présente une entrée d'environ douze mètres de largeur parcourue par deux voies empierrées. Il s'agit d'un type de porte dit à "ailettes rentrantes" ou "en tenailles" (Zangentor, en allemand) dont on trouve des parallèles sur d'autres oppida. Le mode de franchissement du fossé au niveau de la porte n'est en revanche pas connu. Il pourrait s'agir d'un pont ou encore d'une rampe.

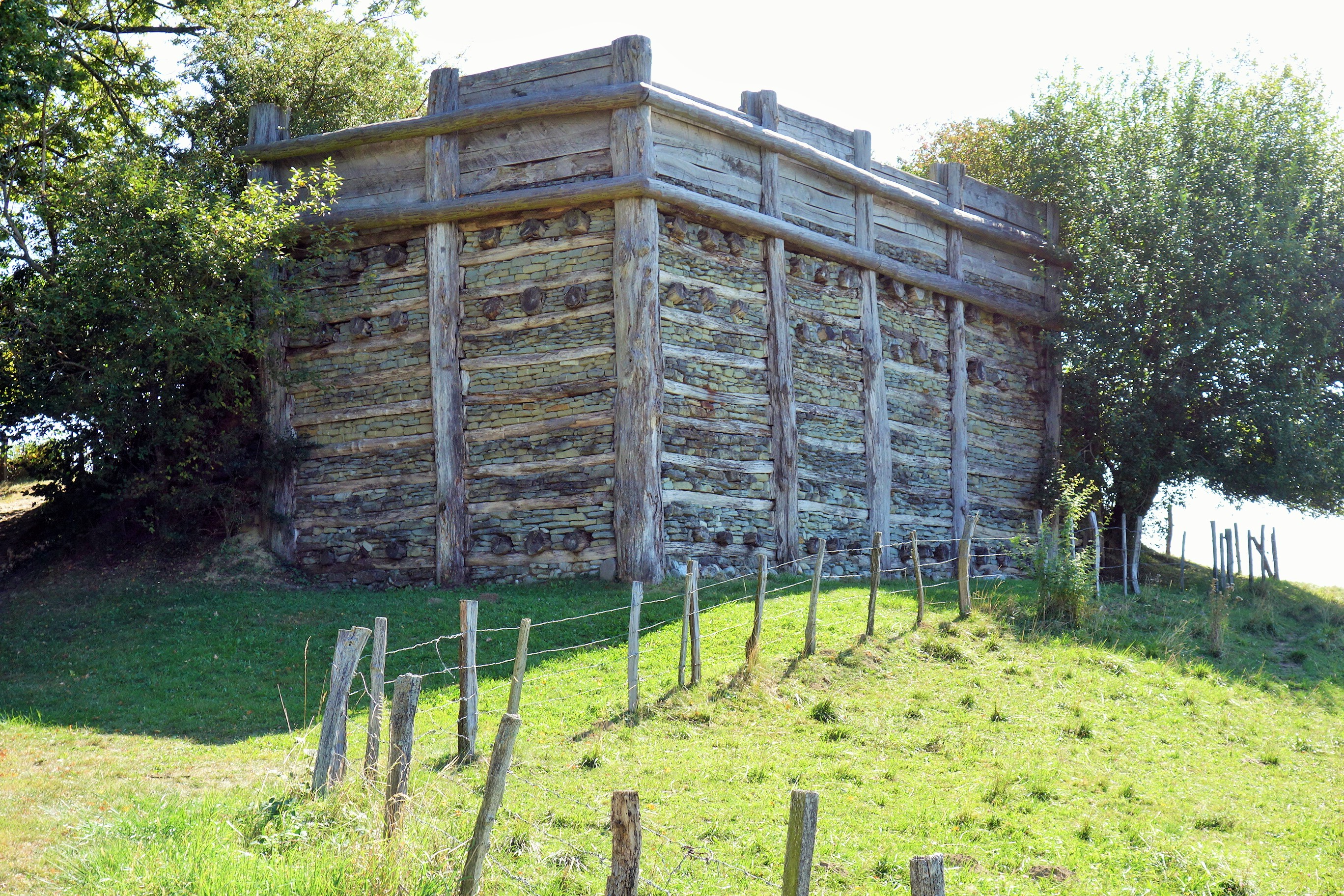
Restitution du murus gallicus de loppidum du Mont Vully.

Des analyses dendrochronologiques effectuées sur des bois issus de la même forêt que ceux de la fortification celtique du Mont Vully permettent de dater l'édification de celle-ci aux environs de 124 av. J.-C. Le mobilier archéologique en lien avec cette structure remonte pour sa part à La Tène finale et appartient majoritairement à une phase comprise entre 120 et 80 av. J.-C (La Tène D1b). Durant son utilisation, le rempart fait à un moment donné l'objet d'une réfection, comme l'atteste la présence d'un second parement externe édifié devant le premier. À cette occasion, la rampe subit également une extension. Comme le montre l'épaisse couche d'incendie dégagée à l'intérieur de la fortification, la destruction du rempart semble liée à un incendie généralisé des superstructures en bois, telles que les tours édifiées au-dessus des casemates. Les chercheurs ont longtemps considéré que cet incendie pouvait être mis en lien avec un épisode raconté par Jules César dans les Commentaires de la Guerre des Gaules. Il s'agit du passage se rapportant à la migration des Helvètes, et où l'auteur indique qu'avant leur départ en 58 av. J.-C, ces derniers boutent le feu à leurs villes, fermes et villages afin de s'interdire toute possibilité de retour et dissuader les Germains de venir s'installer sur le Plateau Suisse à leur place. Outre les indices évidents d'incendie, l'hypothèse d'une correspondance entre le texte de César et la destruction de l'oppidum du Mont Vully reposait sur la base d'une datation de la couche stratigraphique calcinée effectuée essentiellement à partir d'une fibule de type Nauheim, qui constitue un fossile directeur. Cependant, des révisions opérées dans la chronologie de La Tène ont conduit à un vieillissement des différentes phases appartenant à cette époque. Ainsi, le mobilier appartenant à l'horizon des fibules de Nauheim apparait en réalité plus ancien que ce qui avait été supposé jusqu'alors. Par conséquent, il en est de même de l'incendie de l'oppidum du Mont Vully. La destruction de la fortification ne se situe donc pas en 58 av. J.-C., aux prémices de la guerre des Gaules, mais plutôt aux alentours de 80 av. J.-C. Cet événement ne marque toutefois pas la fin de l'occupation du site, puisqu'une réoccupation de faible envergure est attestée localement dans le deuxième quart du premier siècle av. J.-C.

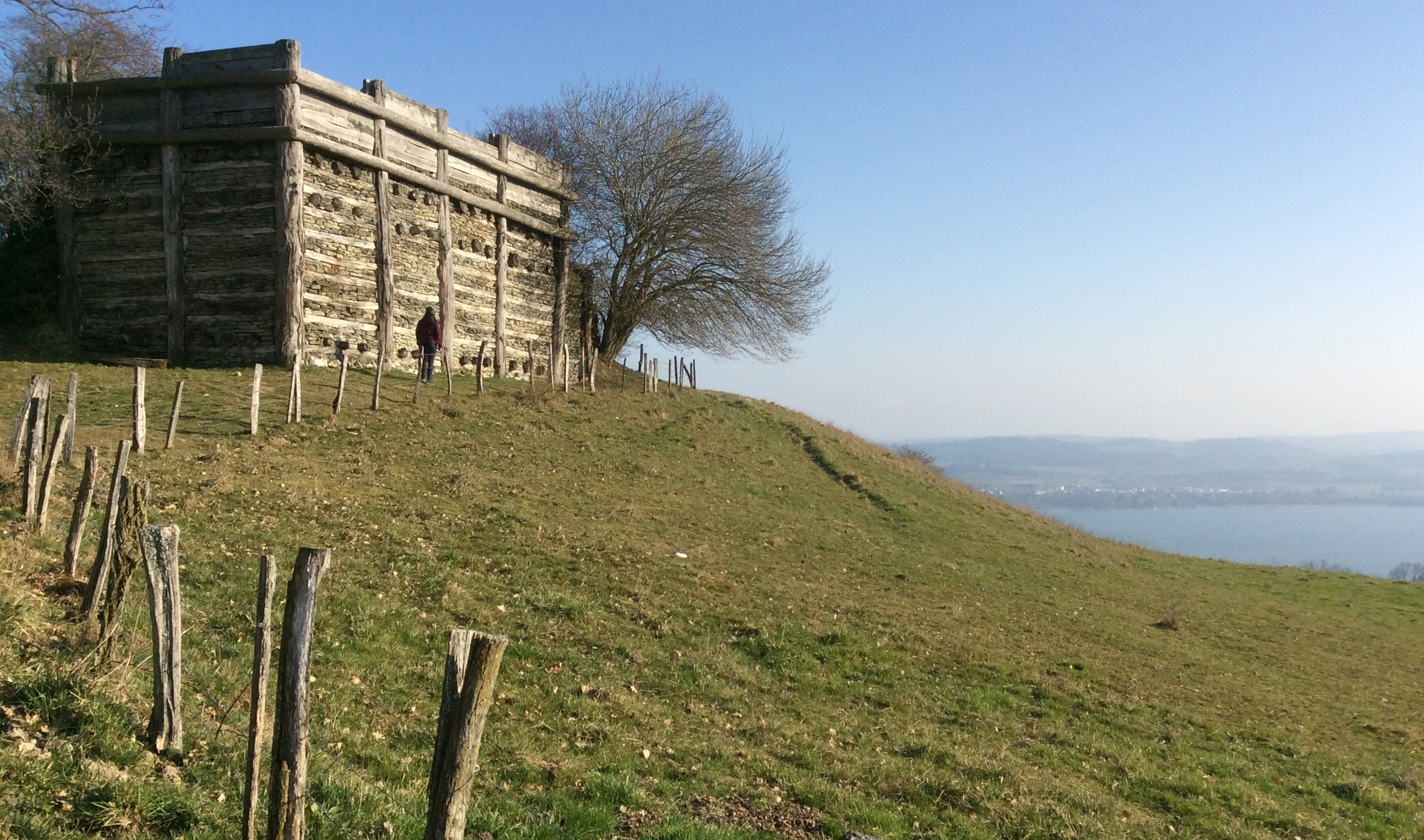
Restitution du murus gallicus
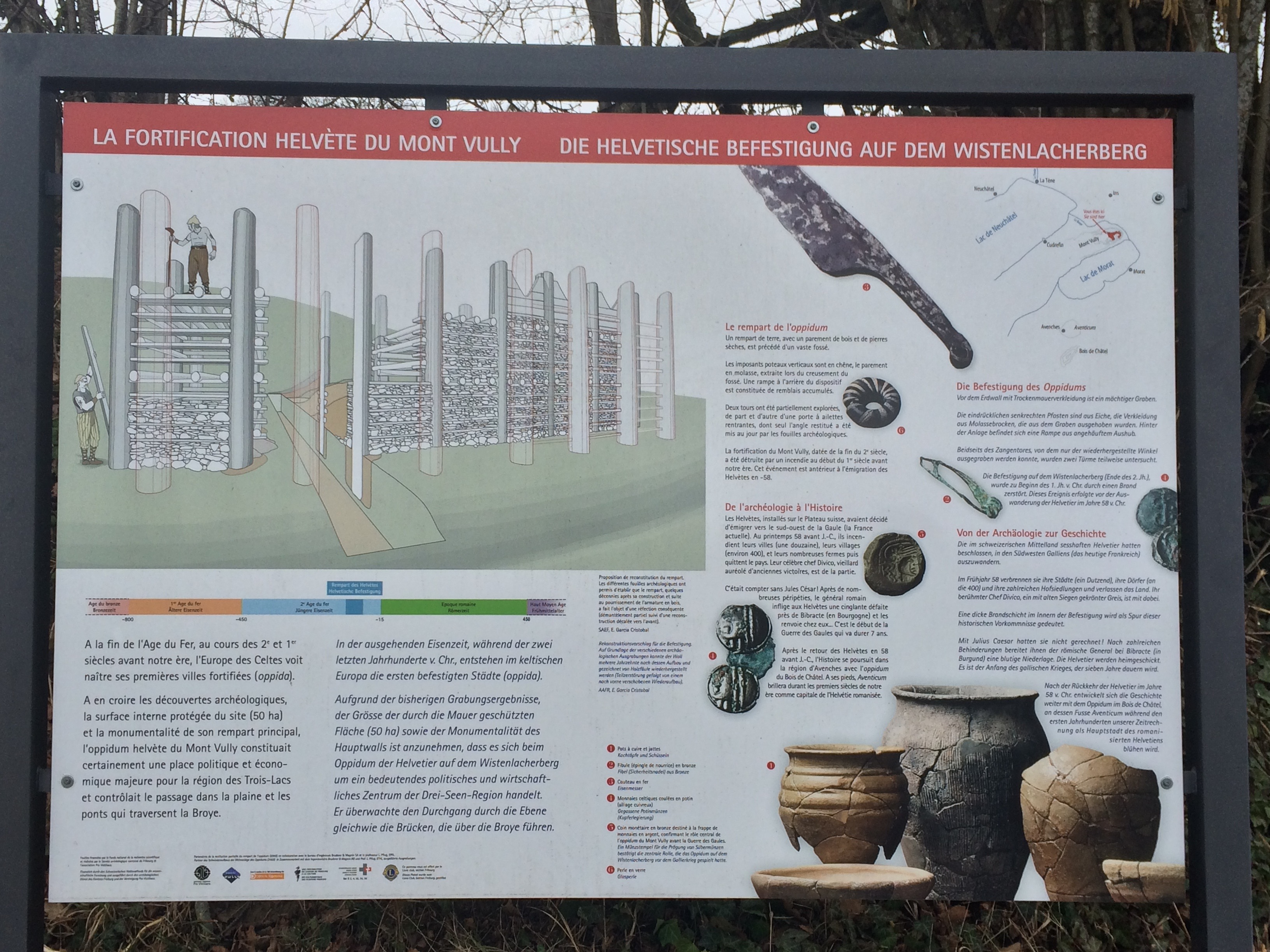
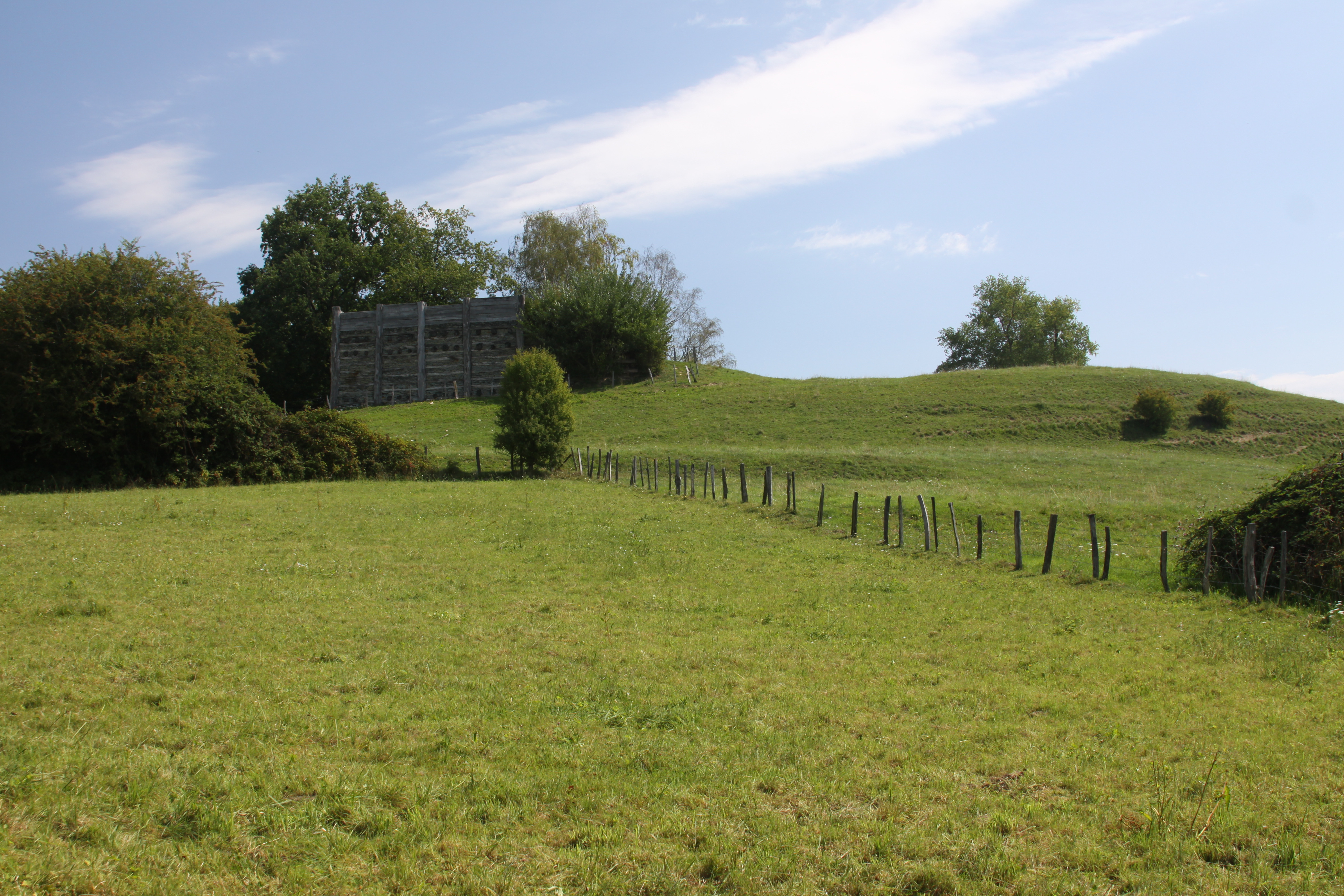